# Casa de Oguedai

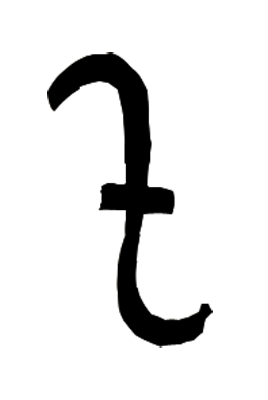
Tanga de Caidu

A Casa de Oguedai (Ögedei) ou Ogodei (Ögödei), às vezes chamados oguedaidas, foi uma influente família mongol Borjigim (Imperial, ou Família Dourada) do século XII ao XIV.  Descendiam de Oguedai Cã (1186-1241), um dos filhos de Gengis Cã que se tornou o sucessor no trono, tornando-se o segundo grão-cã do Império Mongol.